# Adolf Kussmaul

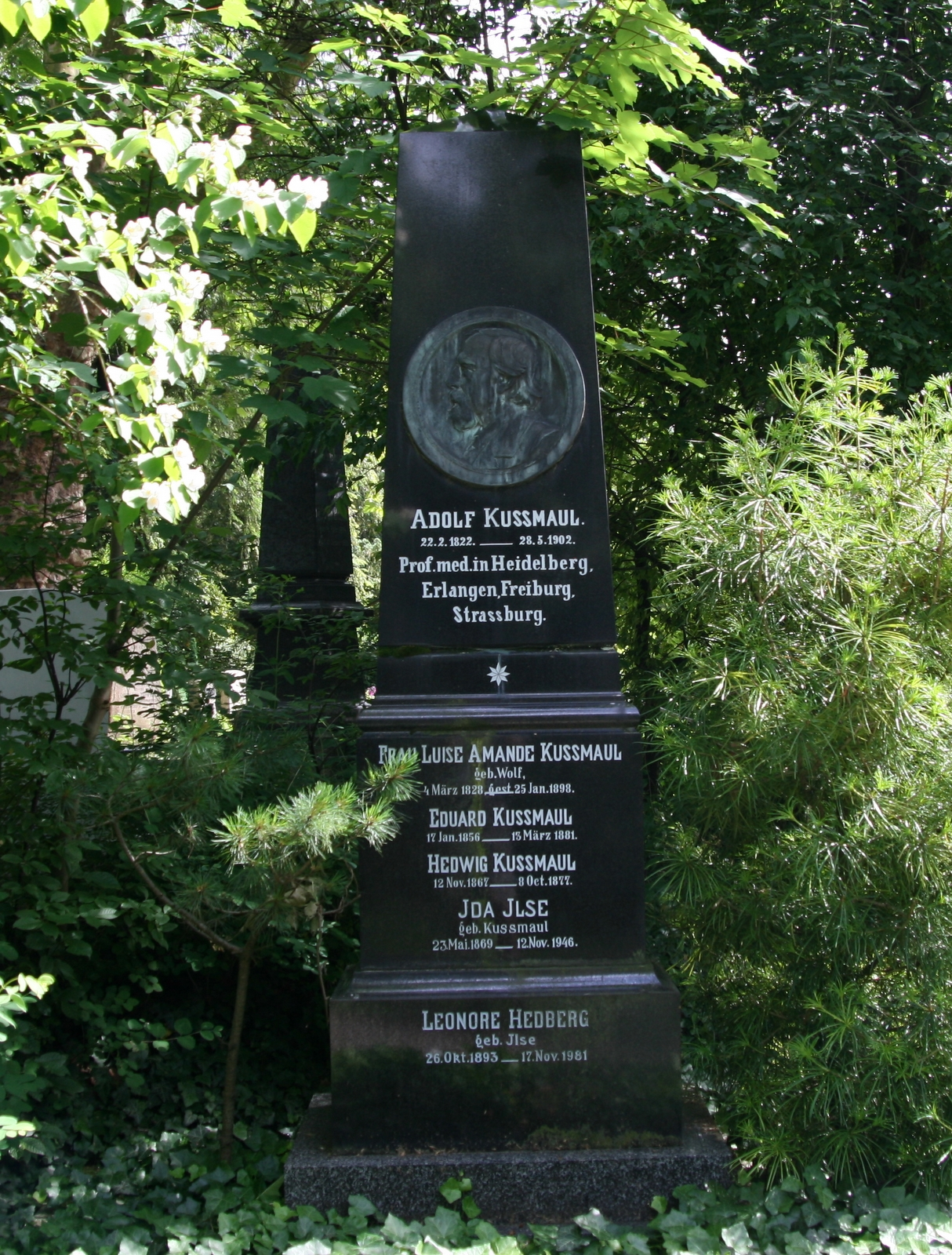
La lapide di Kussmaul a Heidelberg

Carl Philipp Adolf Konrad Kussmaul (Graben-Neudorf, 22 febbraio 1822 – Heidelberg, 28 maggio 1902) è stato un medico tedesco e uno dei principali clinici del suo tempo.

## Biografia
Figlio e nipote di medici, studiò a Heidelberg. Dopo la laurea entrò nell'esercito e lavorò per due anni come ufficiale medico. Successivamente al praticantato si trasferì a Würzburg per preparare il suo dottorato sotto Rudolf Virchow.
Successivamente divenne professore di medicina a Heidelberg (1857), a Erlangen (1859), a Friburgo (1859) e infine a Strasburgo (1876).

## Attività clinica
Fu il primo, insieme a Rudolf Robert Maier, a descrivere la poliarterite nodosa, anche chiamata malattia di Kussmaul-Maier.

## Eponimi
Descrisse due segni clinici che portano il suo nome:
- il respiro di Kussmaul
- il segno di Kussmaul